# Воннегут, Бернард
Берна́рд Во́ннегут (англ. Bernard Vonnegut; 29 августа 1914 года, Индианаполис, США — 25 апреля 1997 года, Олбани, США) — американский метеоролог и химик, профессор метеорологии, изобретатель применения иодида серебра для искусственного рассеивания облаков. Старший брат писателя Курта Воннегута-младшего.

## Биография
Бернард Воннегут родился в 1914 году в Индианаполисе, в семье архитектора Курта Воннегута-старшего. Имя досталось ему от деда, Бернарда Воннегута-старшего, одного из основателей компании Vonnegut & Bohn.
Бернард получил образование в Индианаполисе. В 1936 году он стал бакалавром химии, в 1939 году — получил степень доктора философии по химии в Массачусетском технологическом институте.
С 1945 года Бернард Воннегут работал в Исследовательской лаборатории General Electric в Скенектади. 14 ноября 1946 года он открыл эффект действия иодида серебра в качестве центров кристаллизации воды, который был использован для создания установок искусственного рассеивания облаков.
В 1949 году в ходе экспедиции в Пуэрто-Рико и наблюдений за дождями из облаков, имеющих температуру выше нуля, Бернард Воннегут доказал, что появление снега не является необходимым условием для выпадения дождя. Последовавшие исследования позволили ему предположить, что образование крупных капель возможно под влиянием атмосферного электричества, что расходилось с общепринятыми взглядами на тот период. В дальнейшем Бернард Воннегут сделал большой вклад в изучение атмосферного электричества, механизмов образования молний, предложил теорию о влиянии конвекции на перенос зарядов в облаках.
С 1952 года Бернард Воннегут сменил работу и продолжил деятельность в фирме Arthur D. Little. В 1953 году, после наблюдений за гигантскими облаками с частыми молниями, Воннегут выдвинул гипотезу о связи сосредоточенных ударов молний в одном воздушном потоке с собиранием в этом потоке кинетической энергии торнадо. В процессе исследований, Бернард Воннегут с помощниками неоднократно разрабатывал и создавал новое исследовательское оборудование, всего за годы научной карьеры он получил 28 патентов. В частности, Бернард Воннегут является изобретателем вихревого свистка.
С 1967 года Воннегут работал в Олбани в Государственном Университете штата Нью-Йорк профессором в области атмосферных явлений. После отставки, в 1985 году, ему было присвоено звание Почётного профессора. Воннегут умер от рака в 1997 году в госпитале Святого Петра (англ. St. Peter's Hospital) в Олбани.

## Шнобелевская премия
В 1997 году Бернард Воннегут был удостоен Шнобелевской премии в номинации «Метеорология» за статью «Унос цыплят как мера скорости ветра при торнадо», опубликованную в журнале «Weatherwise» в октябре 1975 года.
В этой работе Воннегут критиковал созданный в XIX веке метод измерения больших скоростей ветра, включавший шестифунтовое орудие с 5 унциями пороха, стрелявшее вертикально вверх свежеубитым цыплёнком. После выстрела перья взмывали на 20-30 футов вверх и их сносило ветром. В своей работе Воннегут отметил сложность разделения влияния на цыплячью тушку от ветра и от выстрела, а сложная зависимость силы выдёргивания перьев от многих факторов и её непредсказуемость не позволяет считать этот метод измерения скорости ветра надёжным.

## Семья
Бернард Воннегут был женат на Луис Боулер Воннегут, у них выросло пятеро сыновей. Луис Боулер умерла в 1971 году. Младший брат Бернарда, Курт Воннегут, использовал его образ в некоторых своих произведениях. Так, вымышленный «лёд-9» в романе Колыбель для кошки навеян работами по разгону облаков иодидом серебра.

## Регалии
- Почётный профессор метеорологических наук Университета Олбани
- Почётный президент международного союза геодезии и геофизики
- Член Американского метеорологического общества
- Член Американского геофизического союза
- Член Королевского метеорологического общества (Великобритания)